# توبلي
تقع توبلي شرق مملكة البحرين وغرب جزيرة سترة وهي تقع جنوبا في موازةٍ لخط قرى البلاد القديم وعذاري والسهلة. قد يكون من الأصح أن يطلق عليها «منطقة» بدلاً من قرية لأنها تتكون من عدة قرى صغيرة اندثر بعضها والتحم بعضها ببعض. من القرى التي اندثرت «كتكان» (جنوب أنصار غاليري حاليا) ومري (كراج التويوتا حاليا) وبقيت مجموعة قرى هي: توبلي القديمة، توبلي الجديدة (أو ما يعرف سابقا بـ«البر»)، الجبيلات، الهجير والكورة بالإضافة إلى منطقة خليج توبلي الكبيرة والتي تقطنها أغلبية ليست ذات أصول توبلانية.
توبلي كغالبية قرى البحرين سوادها الأعظم من الطائفة الشيعية «الإمامية». كما أن توبلي بالإضافة إلى قرى المرخ والقدم والغريفة معروفة بكثرة المدعين أنهم من ذرية رسول الله «ص» وكثير من سادة العاصمة «المنامة» على وجه الخصوص وسادة البحرين عن وجه العموم يرجعون في أصولهم إلى توبلي.
تشتهر قرية توبلي سابقا بكثرة العيون فيها وكثرة النخيل، أما حالياً فلم يبقَ من العيون إلا أسماؤها ومن النخيل إلا بعضها. كما وتشتهر بوجود خليج توبلي الذي كان مصدر رزق للعديد من أبناء القرية والبحرين لما يحتويه من الخيرات مثل الروبيان وأسماك الميد والصافي وغيرها، وفي الوقت الحالي أصبح غير صالح للصيد بسبب مصبات المجاري والصرف الصحي التي تصب في الخليج والردم غير القانوني.
بالإضافة إلى ذلك تشتهر قرية توبلي بوجود مرقد أحد كبار علماء الطائفة الشيعية وهو السيد هاشم التوبلاني الكتكاني المعروف بـ«البحراني» صاحب كتاب البرهان وله مسجد ومزار يقصده أبناء الطائفة من داخل البحرين وخارجها.

## أبناء القرية
تشتهر توبلي بكثرة الشيعة.

## سبب التسمية

### أصل التسمية
اسم توبلي أصله (توبولي)
وهو باللغة الفينيقية يعني: (القريتين أو المدينتين) وهي نسبة إلى قريتي توبلي والبلاد القديم. وهما كانتا عاصمة الفينيقيين القدماء في البحرين.

## المساجد والمآتم

### المساجد
- مسجد العلامة السيد هاشم التوبلاني.
- مسجد جامع جمعة توبلي - توبلي القديمة
- مسجد عين القراين - توبلي القديمة
- مسجد الشيخ صالح - توبلي الجديدة
- مسجد الزج - توبلي القديمة
- مسجد المحار - توبلي القديمة
- مسجد أبو لويف - توبلي القديمة بالقرب من خليج توبلي
- مسجد مسعود - توبلي القديمة
- مسجد السيد - توبلي القديمة
- مسجد العسكري - توبلي الجديدة
- مسجد أحمد - توبلي القديمة
- مسجد الشيخ ناصر
- مسجد المقسم - توبلي القديمة
- مسجد الجبيلات (قدم المهدي) - حي الجبيلات
- مسجد الصخانة - الكورة
- مسجد الكويكبات - الكورة
- جامع شيخة خليل كانو
- جامع صفية علي محمد كانو
- مسجد المري
- مسجد معاذ بن جبل

### المآتم

#### مآتم الرجال
- مأتم توبلي الشرقي
- مأتم توبلي الغربي
- مأتم شهيد الإسلام
- مأتم المنتظر
- حسينية أهل البيت عليهم السلام
- مأتم شهداء الطف (الكورة)
- مأتم الجمعية الحسينية (الكورة)
- مأتم الحاج حسن بن ناصر العريبي (الكورة)
- مأتم الجبيلات (الجبيلات)
- مأتم الهجير (الهجير)

#### مآتم النساء
- مأتم العريش
- مأتم الزهراء
- مأتم أم حسن (الجبيلات)

## المدراس الحكومية
يوجد في توبلي مدرستان نظاميتان وهما:
- مدرسة توبلي الابتدائية للبنين - تقع في منطقة توبلي
- مدرسة توبلي الابتدائية للبنات - تقع في منطقة توبلي الجديدة بالقرب من نادي توبلي.

## المؤسسات الاجتماعية والثقافية
- هيئة الأنشطة الإسلامية
- جمعية توبلي الخيرية
- نادي توبلي الثقافي
- جميعة البيان
- مركز البرهان
- موكب العلامة السيد هاشم التوبلاني. وهو موكب القرية الذي يضم مآتم توبلي القديمة وتوبلي الجديدة والهجير والجبيلات.

## الفرق الإنشادية
- فرقة البرهان
- فرقة أنوار الميامين، نسائية
- فرقة طه للتواشيح والابتهالات الدينية - (الكورة)

## العيون
اشتهرت قرية توبلي سابقا بكثرة العيون فيها، أما الآن فكل العيون اندرثت وأصبحت من التاريخ
نذكر منها:

### عين الكوكب
تقع هذه العبن في قرية (الكورة) كانت هذه العين تزود القرية والقرى المجاورة بالماء، تنتقل المياه فيما يعرف بالساب (يشبه النهر) حيث صممت شبكة كاملة تحيط القرية وتمر فيها المياه لتزود المزارع بالماء.
بالإضافة إلى ذلك كان سكان القرية يستخدمونها للسباحة وغسل الملابس.

### عين السيد
سُمّيت هذه العين بعين السيد نسبة إلى السيد هاشم التوبلاني وذلك لقربها من مسجد السيد هاشم التوبلاني.
كانت هذه العين تستخدم كبركة لأهل القرية، ويقال أن العديد من أطفال القرية غرقوا فيها ولهذا السبب قام أهل القرية بردمها في أواخر الثمانينات من القرن الماضي.
ويوجد بعض العيون الصغيرة في المزارع ومن العيون أيضا عين عذاري وهي قريبة من توبلي .

## وصلات خارجية
- شبكة توبلي الثقافية موقع قرية توبلي الرسمي

‌